# 단추형 전지

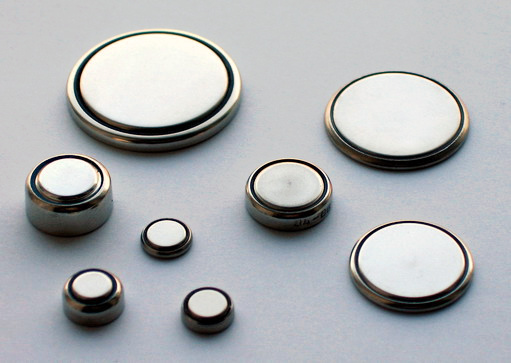
여러 종류의 단추형 전지.

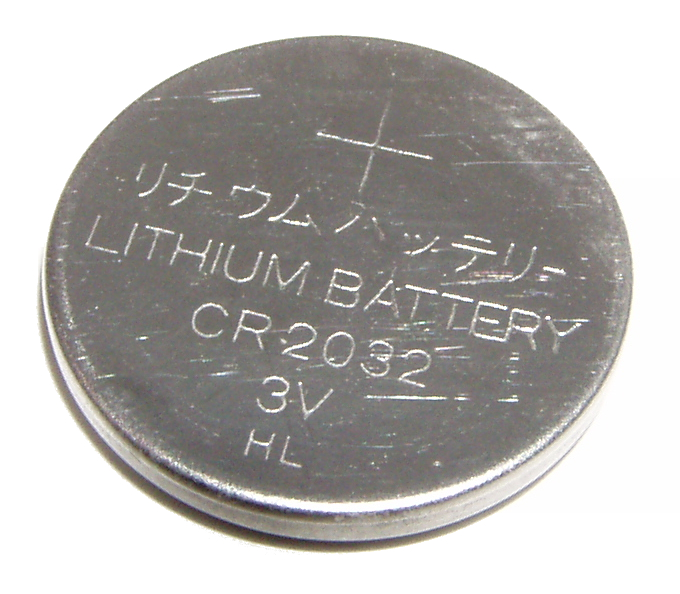
CR2032 리튬 전지(3V, 20.0mm×3.2mm)

단추형 전지(button cell), 손목시계 배터리(watch battery) 또는 동전형 전지(coin cell)는 전지의 모양에 의한 분류이다. 직경이 작고 납작한 것을 단추형, 직경이 크고 얇은 것을 동전형으로 구별하기도 한다.
대부분 1차 전지이다. 1차 전지도 건전지의 한 종류이나 크고 긴 일반적인 건전지와 구별하기 위해 건전지라 부르지 않는다.
단추형 전지는 형상과 전압이 규격화되어 있는데, 일반적으로 매우 작은 크기이다. 둥글고 얇은 것이 많으나, 리드선과 기판에 장착하기 위해 다리가 붙어있는 것도 있다.
단추형 전지는 사용되는 화학물질과 내부 구조에 따라
- 리튬 전지
- 알칼리 망간 전지
- 산화은 전지
- 아연공기전지
- 수은 전지

등으로 분류되는데, 수은 전지는 안전성의 문제로 현재는 거의 사용되지 않는다.
단추형 전지는 소형인 까닭에 전원의 용량이 통상의 건전지 등에 비해 적어서 소비전력이 작고, 외부전원과 독립적인 전원을 필요로 하는 제품에 사용되고, 특히 소형 전자 기기에 많이 사용된다. PC의 메인보드에 장착되어, PC의 시간 및 BIOS의 백업 메모리의 데이터 보전 등에도 사용된다.
단추형 이차 전지는 스스로 충전할 수 있는 기능을 가진 소형기기에 사용되는데, 보통 단독으로 판매되기보다는 충전기와 함께 판매된다.

## 종류

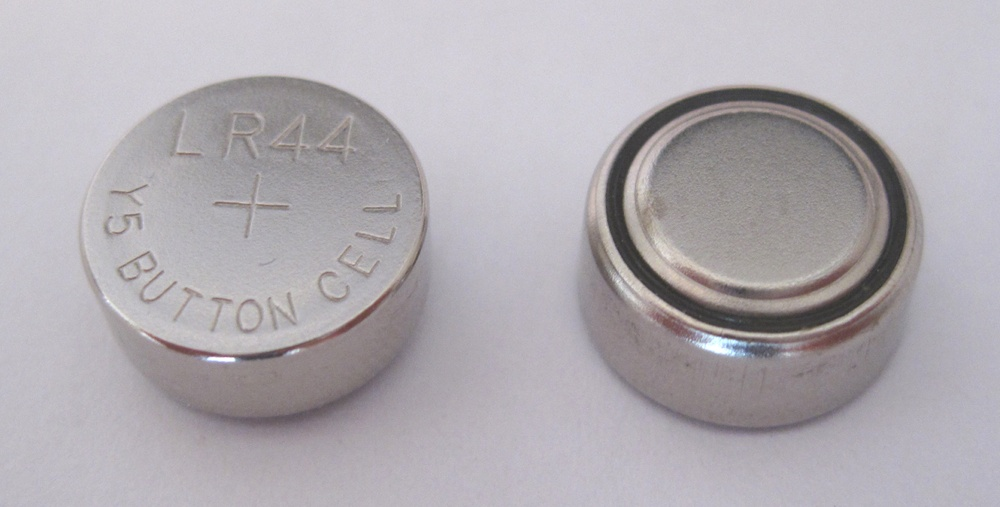
LR44 알칼리 셀.

### 전기화학 시스템
IEC 표준 시스템의 첫 글자는 배터리의 화학 성분을 의미하며 명목 상의 볼트를 암시하기도 한다:
| 문자 코드        | 통칭                 | 양극                         | 전해질 | 음극 | 명목상 전압 (V) | 종점 전압 (V) |
| ---------------- | -------------------- | ---------------------------- | ------ | ---- | --------------- | ------------- |
| L                | 알칼리               | 이산화 망간                  | 알칼리 | 아연 | 1.5             | 1.0           |
| S                | 은                   | 산화 은(I)                   | 알칼리 | 아연 | 1.55            | 1.2           |
| P                | 아연공기             | 산소                         | 알칼리 | 아연 | 1.4             | 1.2           |
| C                | 리튬                 | 이산화 망간                  | 유기   | 리튬 | 3               | 2.0           |
| B                |                      | 일플루오르화 탄소            | 유기   | 리튬 | 3               | 2.0           |
| G                |                      | 산화 구리                    | 유기   | 리튬 | 1.5             | 1.2           |
| Z                | 옥시수산화 니켈 전지 | 이산화 망간, 옥시수산화 니켈 | 알칼리 | 아연 | 1.5             | ?             |
| M, N (withdrawn) | 수은                 | 산화 수은(II)                | 알칼리 | 아연 | 1.35/1.40       | 1.1           |

### 포장 크기
| 번호 코드 | 명목 상의 지름 (mm) | 허용 오차 (mm) |
| --------- | ------------------- | -------------- |
| 4         | 4.8                 | ±0.15          |
| 5         | 5.8                 | ±0.15          |
| 6         | 6.8                 | ±0.15          |
| 7         | 7.9                 | ±0.15          |
| 9         | 9.5                 | ±0.15          |
| 10        | 10.0                | ±0.20          |
| 11        | 11.6                | ±0.20          |
| 12        | 12.5                | ±0.25          |
| 16        | 16.0                | ±0.25          |
| 20        | 20.0                | ±0.25          |
| 23        | 23.0                | ±0.50          |
| 24        | 24.5                | ±0.50          |
| 44        | 5.4                 | ±0.20          |

예:

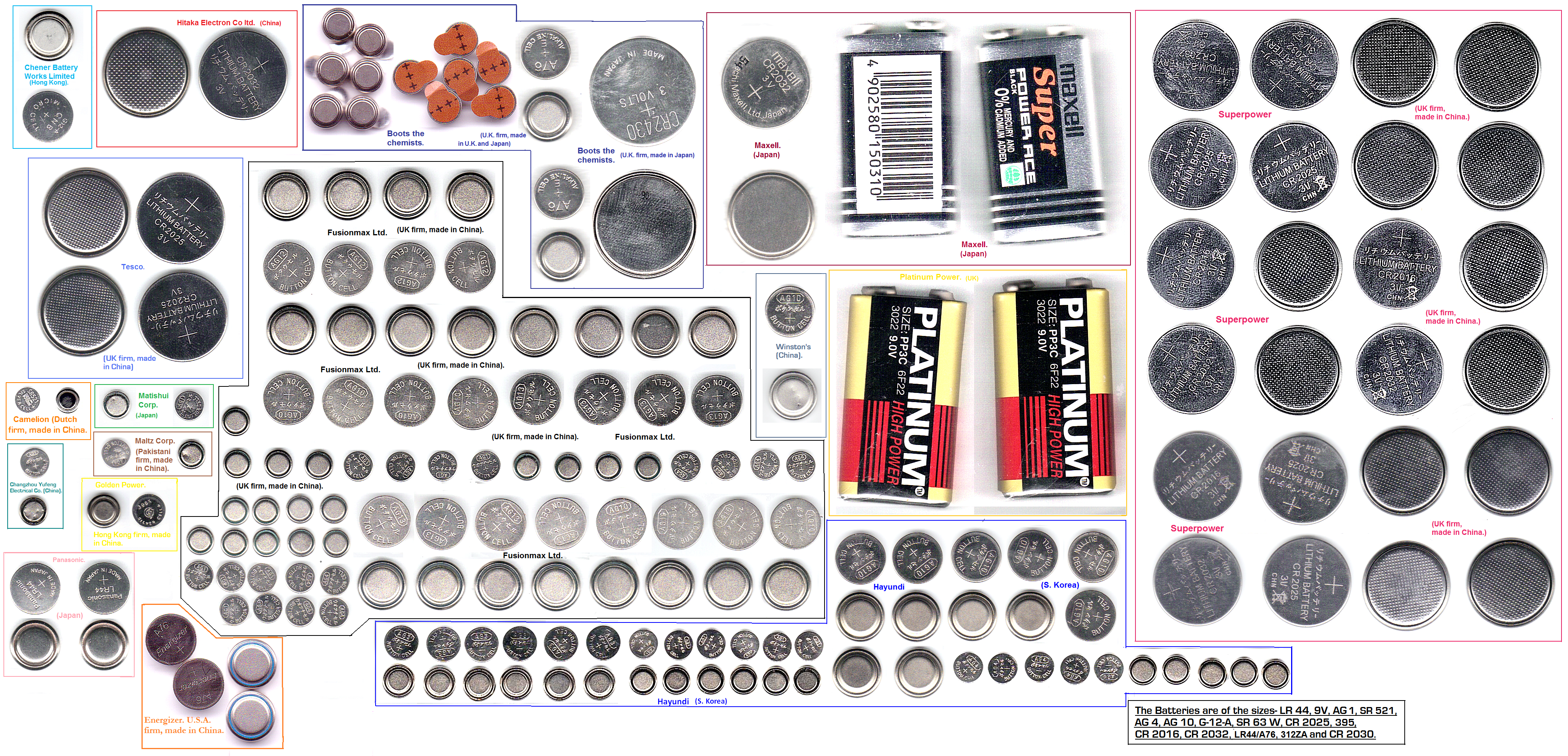
여러 크기의 버튼, 코인 셀(9 V 배터리)의 크기 비교.

- CR2032: 리튬, 20 mm 지름, 3.2 mm 높이
- SR516: 실버, 5.8 mm 지름, 1.6 mm 높이
- LR1154/SR1154: 알칼리/실버, 11.6 mm 지름, 5.4 mm 높이. 2자리 코드 LR44/SR44가 종종 이 크기에 사용된다

## 사용되는 부분
- 계산기
- 보청기
- 일부 리모컨
- PC 실시간 시계 및 바이오스 구성 데이터[1]
- 소형 PDA 장치
- 다양한 장난감 장치 (다마고치, 포켓몬 피카츄, 포케워커 등 다양한 디지털 펫 장치)
- 레이저 포인터
- 소형 손전등
- 배터리 구동 어린이 책
- 글루코미터
- 보안 토큰
- 사이클로컴퓨터
- 심박계
- 라이트 미터가 있는 수동 카메라
- LED throwie
- 다양한 비디오 게임 카트리지, 데이터 저장을 위해 배터리 구동 램이 있는 메모리 카드
- PCMCIA 정적 램 메모리 카드
- 태양/전기 캔들
- LED 자전거 헤드, 꼬리 불빛
- 디지털 온도계
- 디지털 고도계
- 컴퓨터 메인보드(2032)

## 규격
다음과 같은 규격이 혼용되고 있다.
- 홍콩(HKG) (예: AG13)
- 국제 전기 표준 회의(IEC) (예: LR41,SR41)
- 일본 (예: LR736, SR736W)
- 미국(ANSI NEDA) (예: 384, 392)
- 기타 (예: CX41, V36A)

## 같이 보기
- 이식형 제세동기